# Divišova čtvrť
Divišova čtvrť, zvaná též Šanghaj, je osada v Brně, v městské části Brno-sever, na jihozápadě katastrálního území Lesná. Bývalá nouzová kolonie tvoří jednu z brněnských základních sídelních jednotek. Roku 2021 zde žilo téměř 500 obyvatel.

## Charakteristika a historický přehled
Divišova čtvrť, původně náležející ke katastrálnímu území Královo Pole, vznikla po roce 1925 jako nouzová kolonie dělníků z nedaleké Královopolské strojírny v prudkém jižním svahu nad touto továrnou. Do roku 1946 se nazývala Divišova kolonie a dne 25. září 1946 získala svůj dnešní název.
Osu kolonie vytvořila Divišova ulice, k níž tehdy sahal východní okraj lesa, který i dnes pokrývá údolí U Antoníčka. Na úkor části tohoto lesa vznikla západní část této kolonie. Domy měly původně pouze dočasný charakter a jejich majitelé se museli městu zavázat, že je na vlastní náklady bez náhrady zbourají, jestliže to bude město Brno požadovat. Roku 1929 měla osada již 154 domů.
Počátkem 50. let byl jihozápadně těsně podél čtvrti postaven vysoký násep přeložené železniční trati Brno – Havlíčkův Brod. Ten výrazně narušil pohled ze čtvrti směrem na Brno, ale na druhé straně ji izoloval od okolí a zabránil, aby se sem případně rozšířila průmyslová zástavba od hlavní ulice Křižíkovy.
Do roku 1966 se jako „Divišova čtvrť“ označovaly s výjimkou Trtílkovy všechny zdejší tehdy existující ulice, následně 18. května 1966 získaly její jednotlivé uličky vlastní názvy, vesměs podle různých rostlin, centrální ulici zůstal zkrácený název „Divišova“.
Roku 1969 se osada stala součástí nově zřízeného katastrálního území Lesná, ale až do roku 1976 náležela vždy do stejného městského obvodu jako Královo Pole (1947–1949 obvod Brno IV., 1949–1954 obvod Brno VII., 1954–1976 obvod Brno V.). Od 1. srpna 1976 do 23. listopadu 1990 náležela s celou Lesnou k městskému obvodu Brno III. Od 24. listopadu 1990 je součástí městské části Brno-sever. Jedná se pravděpodobně o největší nouzovou kolonii na území Brna.
Divišova čtvrť se dodnes zachovala téměř v původní podobě a řada zdejších domů je památkově chráněná. V roce 1999 zde vznikla i nová ulice se zástavbou – Čekanková.
Soubor průčelí množství domů v Divišově čtvrti je chráněn jako kulturní památka.

## Ulice
Čekanková, Divišova, Dřínová, Hlohová, Hvozdíková, Kalinová, Kosatcová, Liliová, Narcisová, Trtílkova, Zvonková

## Doprava a dostupnost
Divišova čtvrť je pro automobily neprůjezdná a do většiny ulic je úplný zákaz vjezdu mimo dopravní obsluhu. Řada uliček je slepých i fyzicky. 
Do osady se lze dostat od jihu (zespodu) z ulice Křižíkovy a od východu (shora) z ulice Okružní (sídliště Lesná). Pro pěší a cyklisty je možnost i ze Sadové údolím U Antoníčka. 
Veřejná doprava je zajištěna frekventovanými autobusovými zastávkami Divišova čtvrť (na Křižíkově) a Slavíčkova (na Okružní). Asi 700 m ze středu čtvrti je vzdálena tramvajová smyčka Čertova rokle.

## Galerie

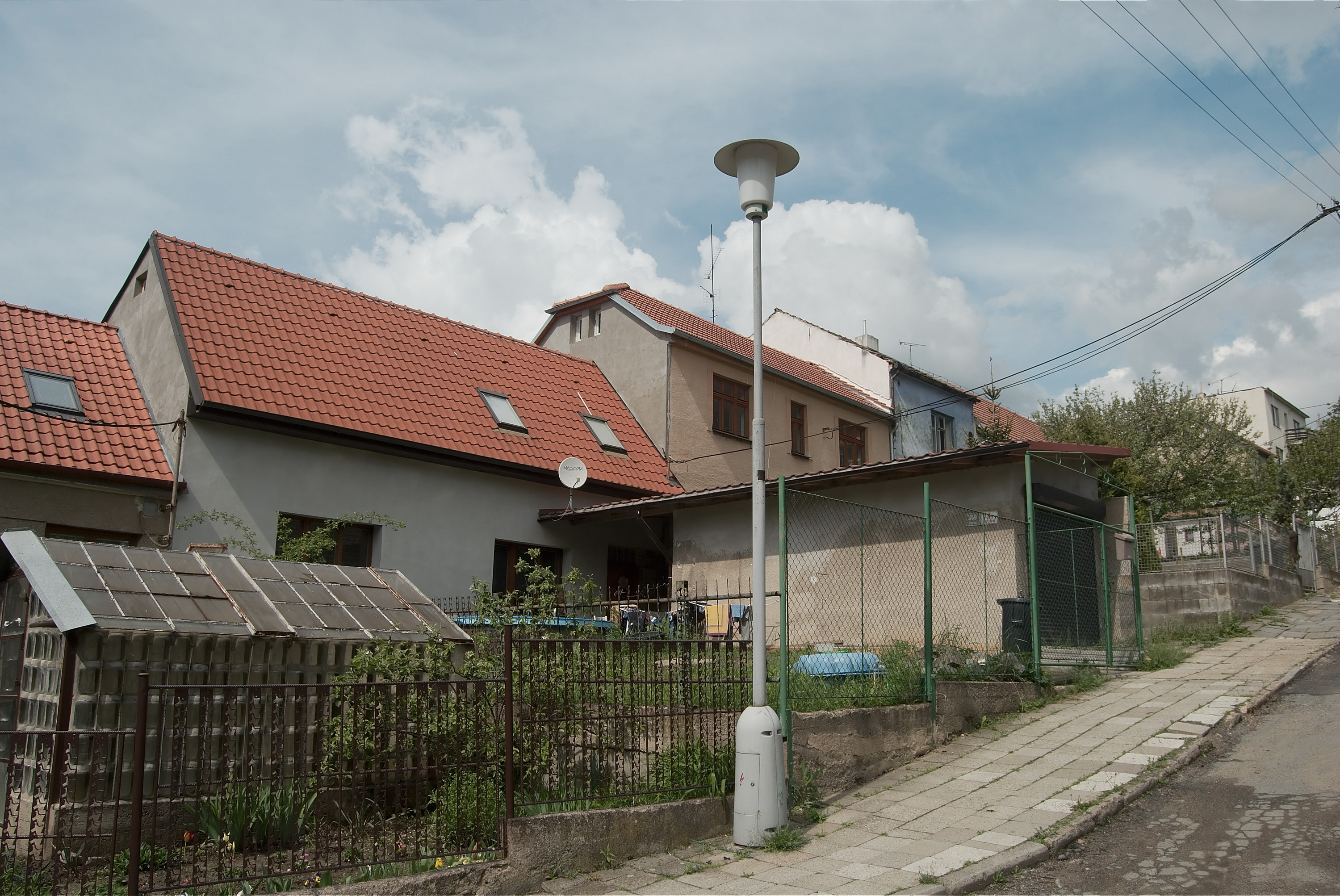
Typická zástavba v Narcisové ulici
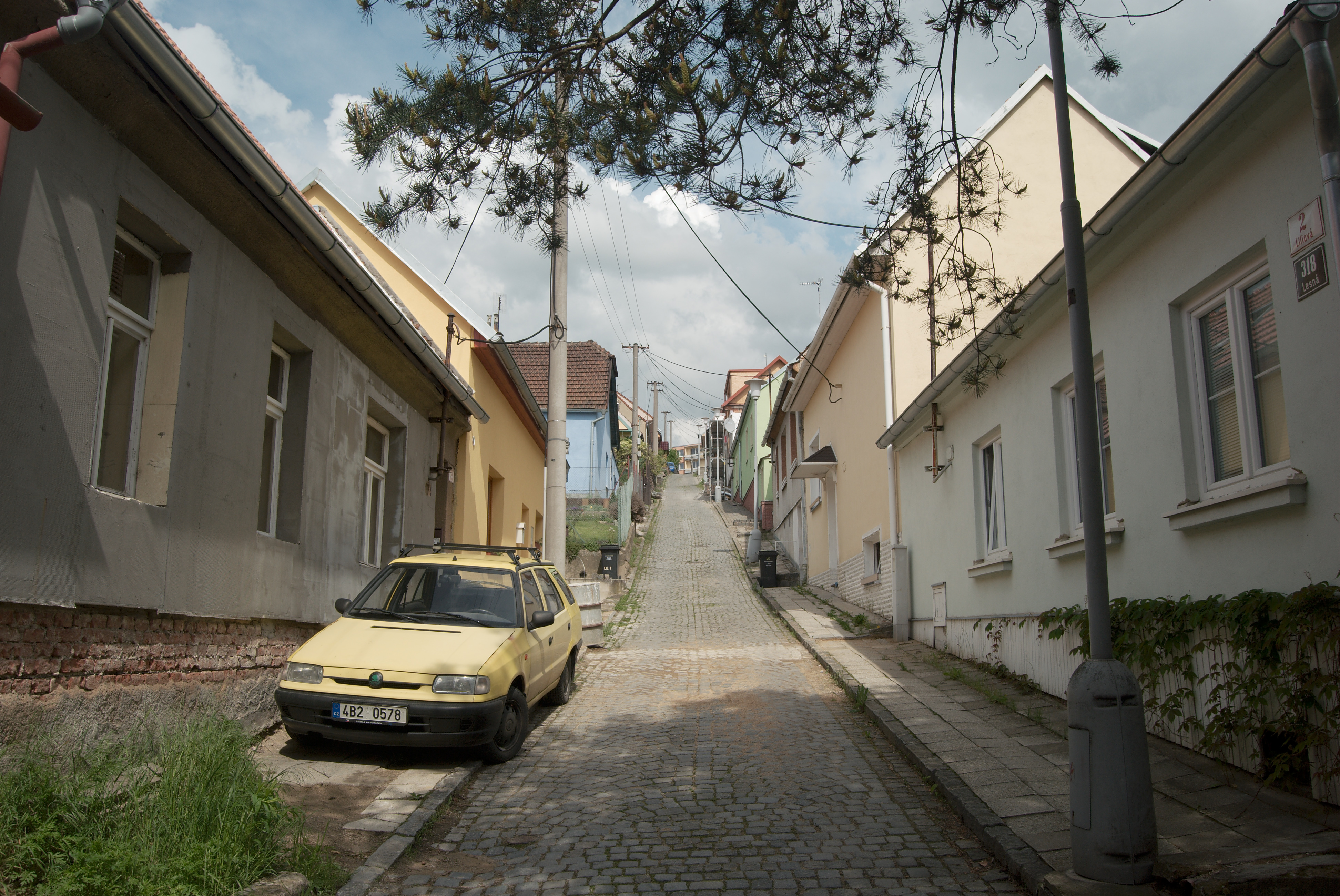
Ulice Liliová
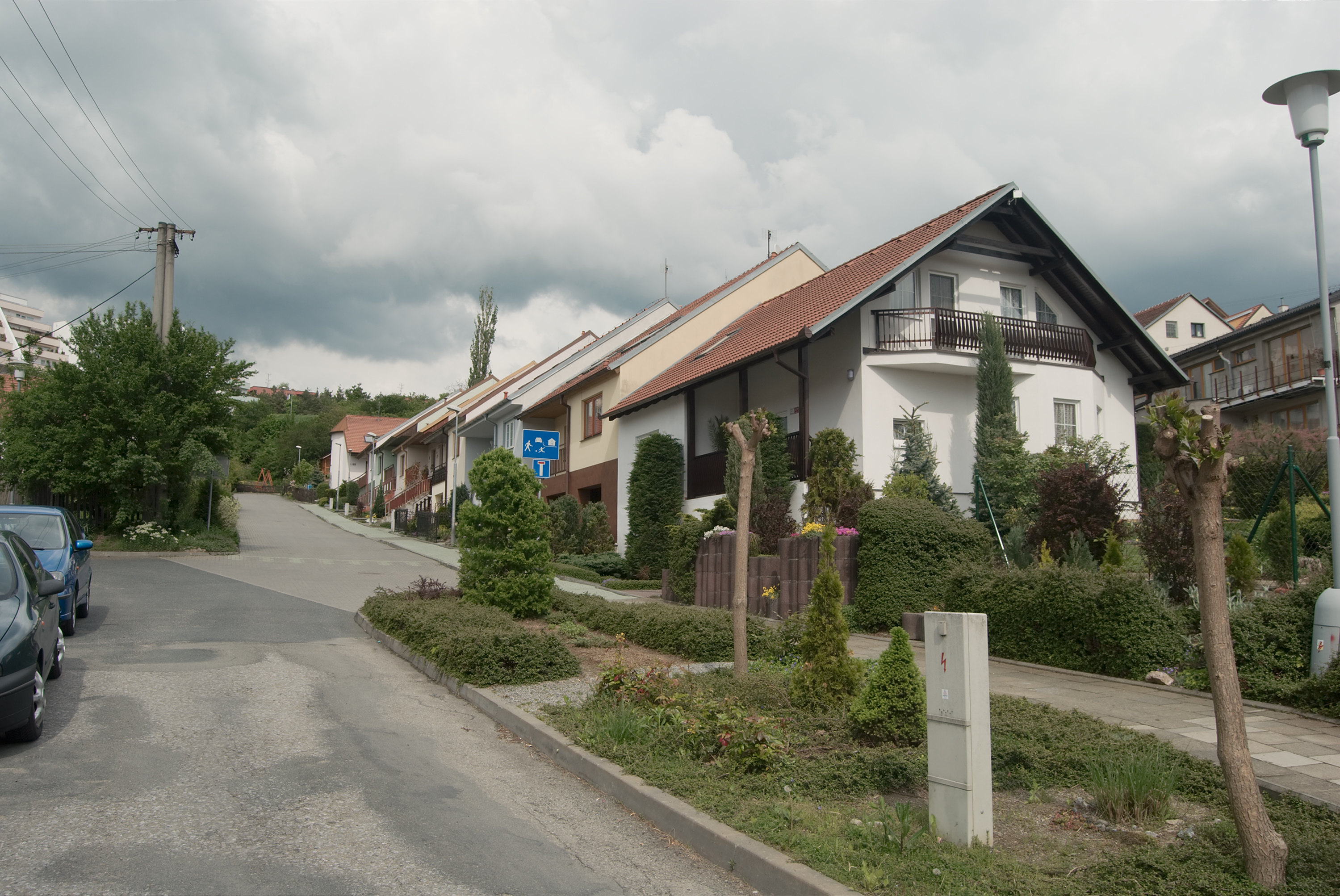
Ulice Čekanková, vzniklá na konci 20. století
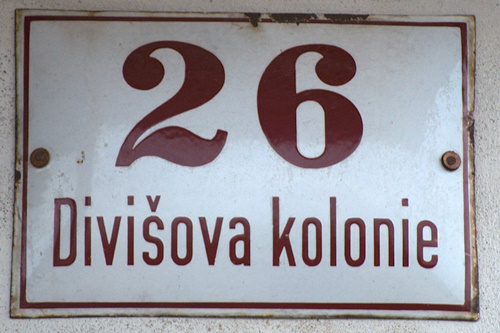
Stará domovní cedule v Divišově čtvrti umístěná na domě Dřínová 18
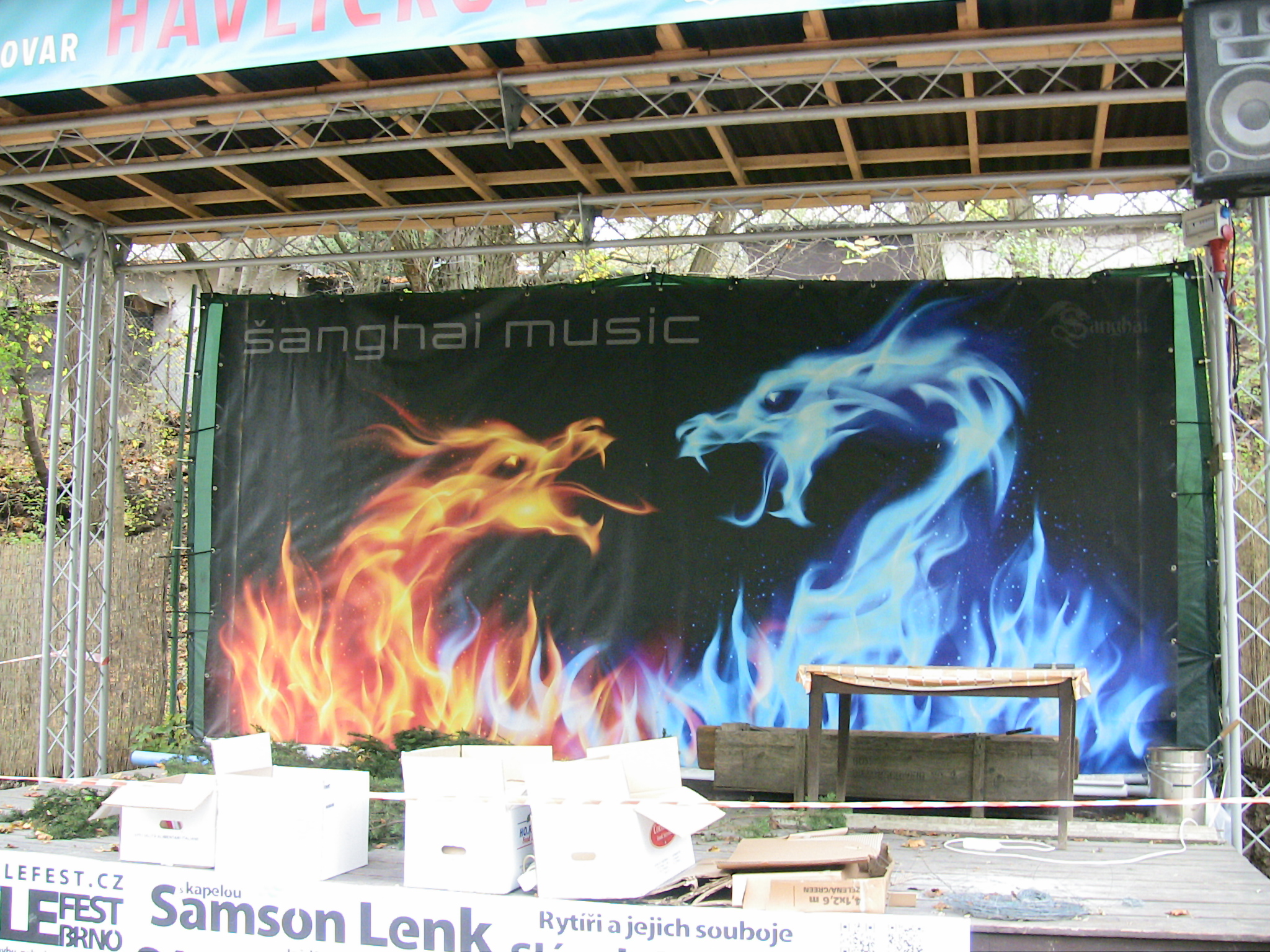
Pódium v hospůdce na okraji lesa v Divišově čtvrti určené k hudebním vystoupením